# Stemona burkillii
Stemona burkillii là một loài thực vật có hoa trong họ Stemonaceae. Loài này được Prain miêu tả khoa học đầu tiên năm 1902.